# Markt (Chemnitz)
Der Markt ist einer der ältesten und bedeutendsten Chemnitzer Plätze. Er wurde bereits mit der Gründung der Stadt angelegt und diente als Nah- und Fernhandelsplatz. Der Markt ist etwa 100 Meter lang, 20 bis 60 Meter breit und war über mehrere Jahrhunderte der zentrale Platz der mittelalterlichen Stadt. Er befindet sich im Stadtzentrum und an ihn grenzen u. a. das Alte und das Neue Rathaus.

## Lage
Der Chemnitzer Marktplatz liegt im Zentrum der Innenstadt. Begrenzt wird er im Norden durch das Alte und Neue Rathaus, im Osten durch den Neumarkt mit der Rathausstraße, sowie im Süden durch verschieden angrenzende Gebäude. Westlich grenzt der Rosenhof (früher Holzmarkt) direkt an. Die Gasse Am Rathaus, die Bretgasse und die Innere Klosterstraße führen zum Markt.

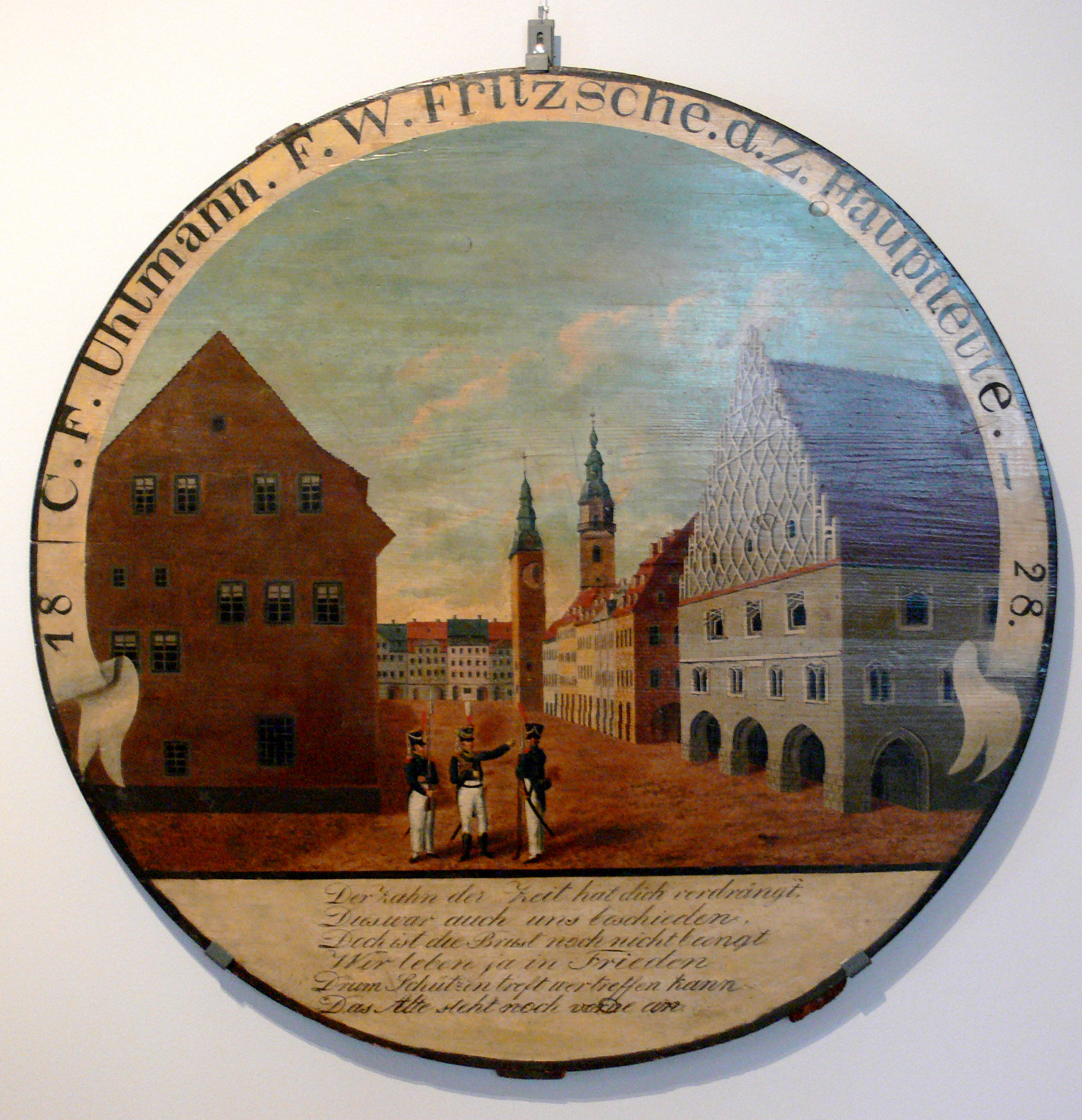
Blick zum Markt (um 1828)

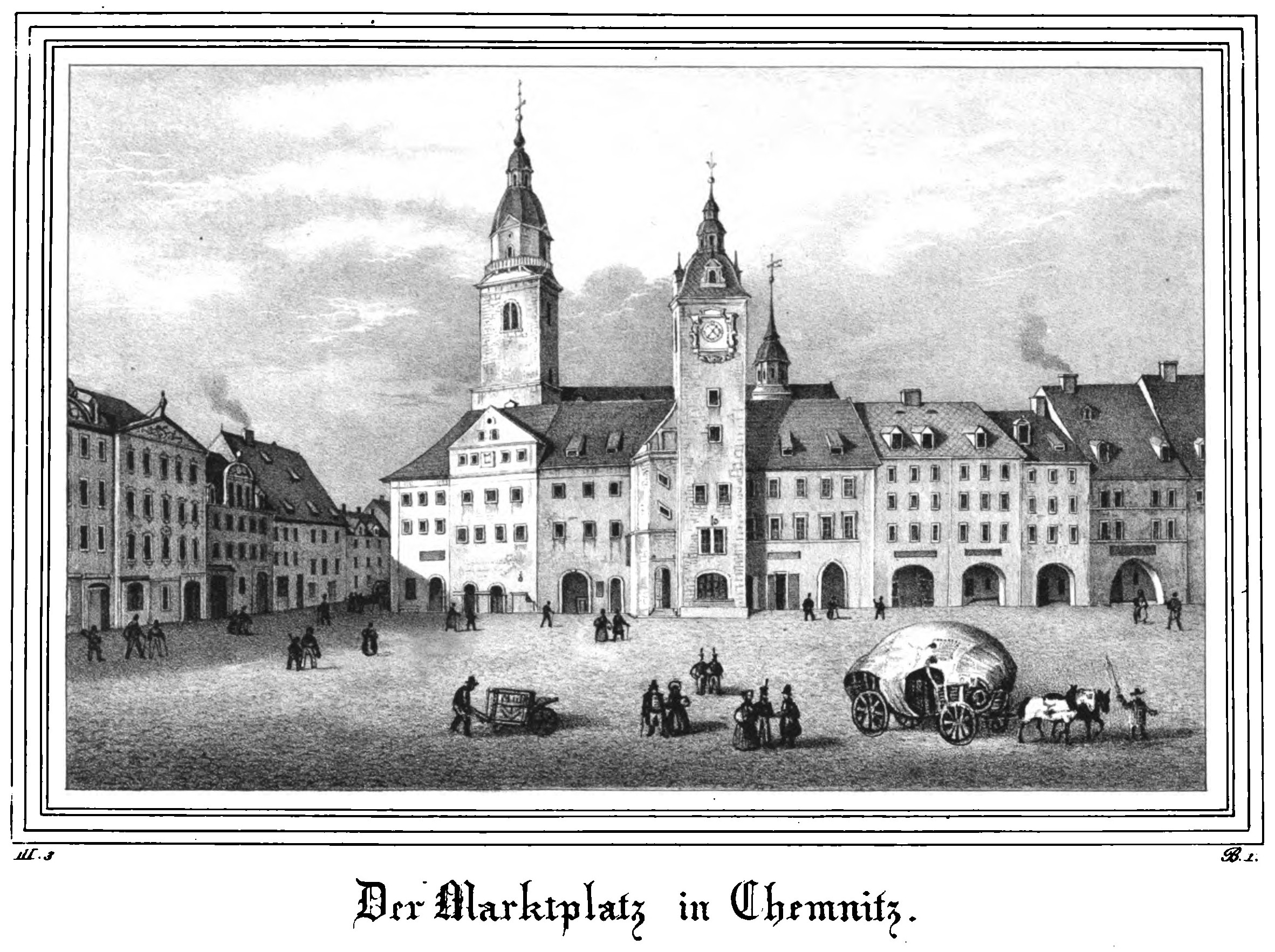
Der Chemnitzer Markt um 1837

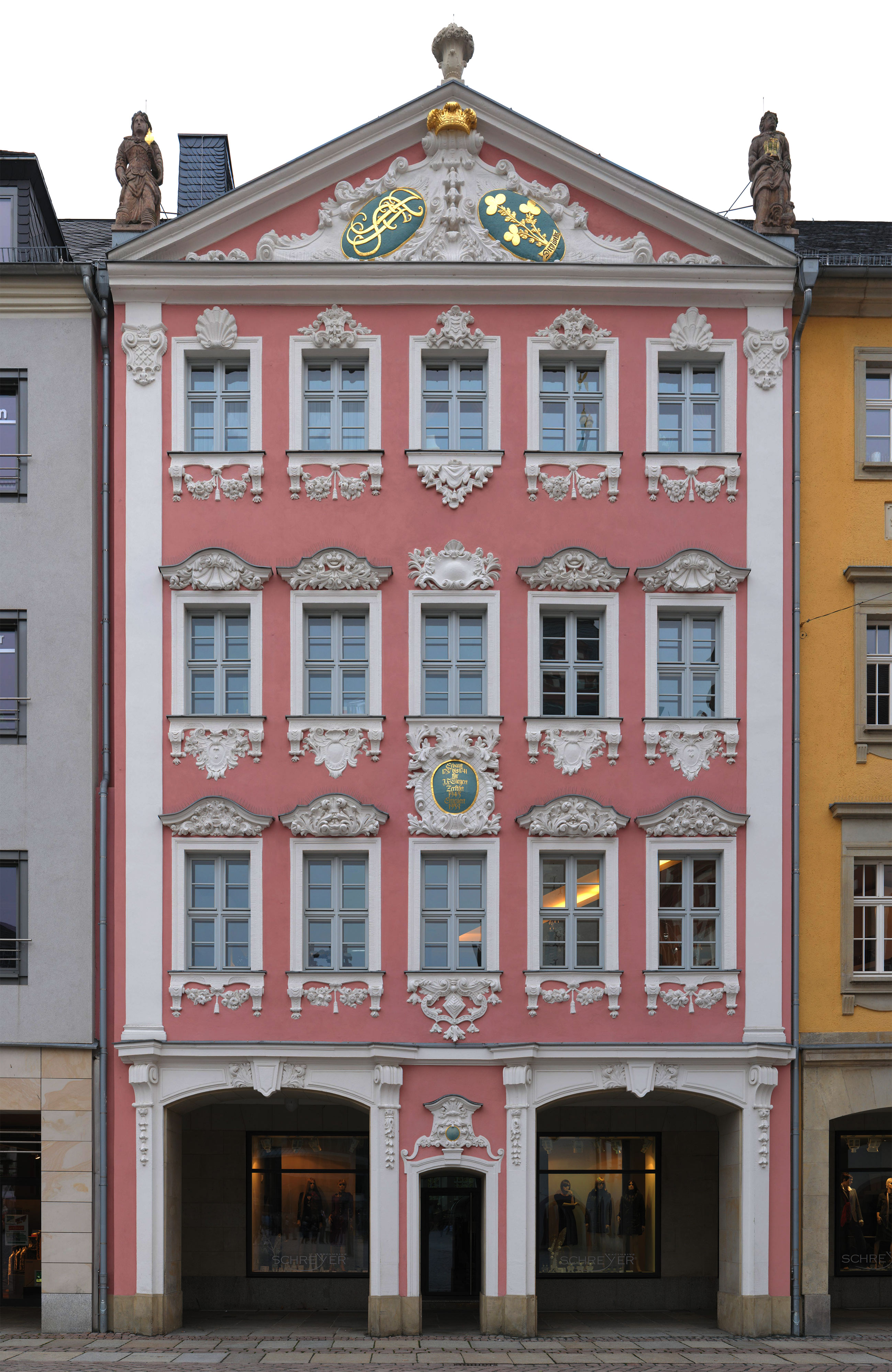
Das Siegerthaus am Markt

## Geschichte

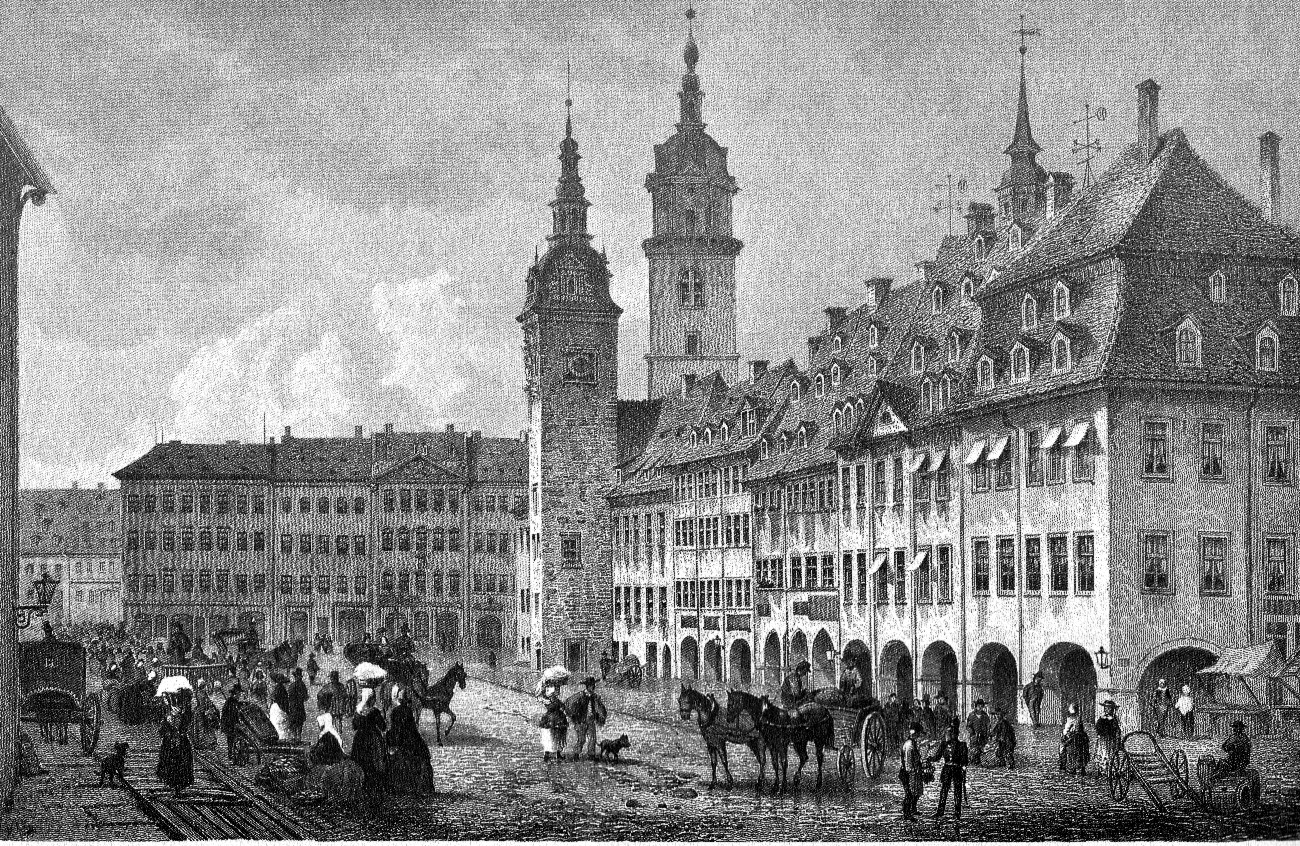
Der Chemnitzer Markt um 1850

Chemnitz lag am Schnittpunkt von zwei Fernstraßen und hatte so direkte Verbindungen nach Böhmen und zu größeren Städten wie Nürnberg, Leipzig, Dresden oder Breslau. Schon in der Mitte des 12. Jahrhunderts und noch vor der eigentlichen Stadtgründung siedelten Fernhändler in der Nähe der Chemnitzfurt. Nach Anlage der Stadt in der Aue wurden die Fernstraßen in die Stadt geleitet.
In der Stadt gab es neben dem (Haupt-)Markt, noch den Topf-, Holz- und Roßmarkt. Durch die Verleihung des Marktrechts durch Kaiser Konrad 1143 und die Bannmeile konnte sich der Markt und mit ihr die Stadt gut entwickeln.

## Nutzung / Veranstaltungen
Auf dem Platz finden regelmäßig Wochenmärkte statt und am Jahresende wird er für den Weihnachtsmarkt genutzt.